# Banco del Plata
Die Banco del Plata, mittlerweile auch als Asociación de Despachantes de Aduana bezeichnet, ist ein Bauwerk in der uruguayischen Landeshauptstadt Montevideo.
Das in den Jahren 1963 bis 1964 errichtete Gebäude befindet sich in der Ciudad Vieja an der Calle Zabala 1427–1437 sowie an der 1° (Primero) de Mayo. Architekt des ursprünglich als Bankgebäude genutzten Bauwerks war Antonio Bonet. Um 2008 stand das Gebäude, das zwischenzeitlich auch vom Uruguayischen Ministerium für Wohnungswesen, Raumordnung und Umwelt genutzt wurde, leer. Mittlerweile beherbergt es den Sitz der Asociación de Despachantes de Aduana (ADAU). Das sieben Meter hohe, zweistöckige Gebäude verfügt über eine Grundfläche von 656 m².